# Делікатні шматочки
Делікатні шматочки (англ. Tender Morsels) (2008) — це роман австралійської письменниці Марго Ленеген. Він отримав премію Ditmar у 2009 році як найкращий роман і став спільним переможцем Всесвітньої премії фентезі за найкращий роман у тому ж році.

## Сюжет
На основі казки братів Грімм «Білосніжка і Трояндочка» (нім. Schneeweißchen und Rosenrot), цей роман розповідає історію 15-річної Ліги, яку неодноразово ґвалтував батько. Коли вона була вагітна третьою дитиною — дві попередні вагітності були насильно перервані — вона намагається покінчити з життям, але натомість потрапляє в магічне місце; притулок від реального світу, де вона та її дві доньки — ніжна Бранза і дика Урда — захищені від загроз. Але межа, що відокремлює її новий світ від старого, починає руйнуватися, відкриваючи реальність і старі рани, що врешті призводить до зцілення.

## Присвята
- Для моїх сестер: Сьюзі, Джуд і Аманда.

## Відгуки
- Мег Рософф у The Guardian написала: «Роман „Ніжні шматочки“ австралійської письменниці Марго Ланаган є смішним, трагічним, мудрим, ніжним і прекрасно написаним. Він також залишив мене шокованою».[2]
- Ван Ікін у The Sydney Morning Herald стверджує, що цей роман — це «видатний витвір уяви, у якому надзвичайно талановита письменниця відкриває багаті нові горизонти».[3]

## Нагороди
- 2008 — фіналіст премії Ширлі Джексон — Роман[4]
- 2008 — фіналіст премії Aurealis за досягнення в австралійській фантастичній літературі — Фентезі — Найкращий роман[4]
- 2009 — переможець премії Ditmar — Найкращий роман[4]
- 2009 — спільний переможець Всесвітньої премії фентезі — Найкращий роман[4]
- 2009 — почесна книга премії Майкл Л. Прінц за досягнення в літературі для молоді[5]
- 2009 — фіналіст премії «Локус» за найкращий роман для молоді – 5-е місце[4]